# محمد هاشم
محمد هاشم یا محمد هاشم بن محمد صالح لؤلؤی اصفهانی یا آقاهاشم اصفهانی معروف به زرگر از خوشنویسان دوره قاجار و استادان مسلم خط نسخ در اواخر قرن دوازدهم و اوایل قرن سیزدهم هجری قمری است. او فرزند شاعر و خوشنویس صاحب‌نام محمد صالح لؤلؤی اصفهانی است و پدر میرزا محمد علی محرم و جد عبدالوهاب محرم یزدی شاعر دوره ناصری است.
محمدهاشم اصفهانی در زمان خود در اغلب کشورهای اسلامی شهرت داشت و در خوشنویسی ممدوح شاعران عصر خود بود. او را در نسخ هم‌ردیف درویش عبدالمجید در خط شکسته دانسته‌اند تاریخ درگذشت او معلوم نیست ولی بین سال‌های ۱۱۷۲ تا ۱۲۱۲ هجری قمری حیات داشته . آثار به جا مانده از او معرف قدرتش در خوشنویسی است.

## آثار
از آثار او:  پانزده اثر از وی در «احوال و آثار خوش نویسان» توسط دکتر بیانی تشریح شده‌است. از جمله:
- قرآن نیم ربعی جلد روغنی، دو صفحهٔ افتتاح متن و حاشیه مرصع، به خط نسخ و کتابت خفی عالی، با رقم: «...انالاعبد...محمدهاشم الصائغ الاصفهانی، فی ...سنهٔ ۱۱۷۲»
- یک قطعه نسخ کتابت جلی عالی و رقاع خوش، با رقم: «حرره العبد...محمدهاشم الاصفهانی، فی ۱۱۹۰»
- یک نسخه «صحیفهٔ سجادیهٔ»جانمازی جلد روغنی، دو صفحهٔ اول جاشیه و متن مرصع، سرلوح مرصع رقاع و به خط مسخ کتابت خفی عالی و شکسته و نستعلیق کتابت خفی خوش، با رقم: «...ابن محم صالح لؤلؤی محمدهاشم الاصفهانی...۱۲۱۲»
- یک قطعه به خط شکسته تعلیق و کتابت خوش، با رقم: «مشقه العبد الاقل ابن محمد صالح، محمد هاشم».